# Stefan Hirsch

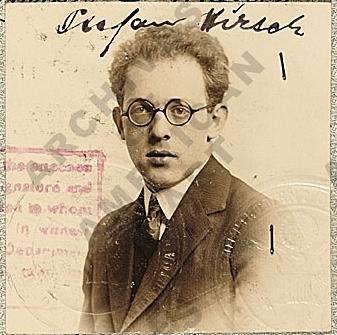
Stefan Hirsch, 1922

Stefan Hirsch (2. Januar 1899 in Nürnberg – 28. September 1964 in New York) war ein US-amerikanischer Maler, der aus einer ursprünglich deutschen Familie stammte. Er malte gegenständlich, zählte – zumindest zeitweise – zur amerikanischen Stilrichtung Präzisionismus.

## Leben
Stefan Hirsch war der einzige Sohn von Angelo Hirsch (1863–1937) und dessen Ehefrau, Florence geb. Thurnauer (1874–1929). Sein Vater wurde in New York geboren und starb auch dort. Stefan Hirsch hatte zwei Schwestern. Er studierte ab 1917 in Zürich, wo er Vertreter des Dadaismus kennen lernte. 1919 kehrte die Familie in die Vereinigten Staaten zurück. Stefan Hirsch lebte bis zu seiner Hochzeit im elterlichen Haus in Columbia Heights, Brooklyn. Im Januar 1931 heiratete er Elsa Rogo (1901–1996), eine Künstlerin und Lehrerin. Die Ehe blieb kinderlos.
Auf Reisen nach Mexiko entstanden Freundschaften mit den Malern David Siqueiros und Diego Rivera. Im Januar 1932 pries er die Unterstützung der mexikanischen Regierung für die Künstler.
Von 1940 bis 1946 unterrichtete er an der Art Students League of New York, von 1942 bis zu seiner Pensionierung 1961 am Bard College in Annandale-On-Hudson. Am Bard College war er lange Jahre Vorsitzender des Art Departments.

## Werk
Eine Reihe seiner Gemälde – insbesondere Industrielandschaften und Stadtansichten – lassen sich motivisch und stilistisch dem Präzisionismus zuordnen, einer Stilrichtung der amerikanischen Malerei der 1910er und 1920er Jahre. Vereinfachte Formen, harte Kanten und glatte Oberflächen gelten als Charakteristika dieses Malstils, insbesondere auch Distanz und Nüchternheit. Da die Werke von Stefan Hirsch oftmals ein emotionales Element beinhalten – ein Kritiker schrieb von einem „überirdischen Ton“ – heben sie sich von Werken anderer Präzisionisten deutlich ab. Seine Arbeiten werden auch dem Sozialen Realismus, dem Muralismo und dem Surrealismus zugeordnet.

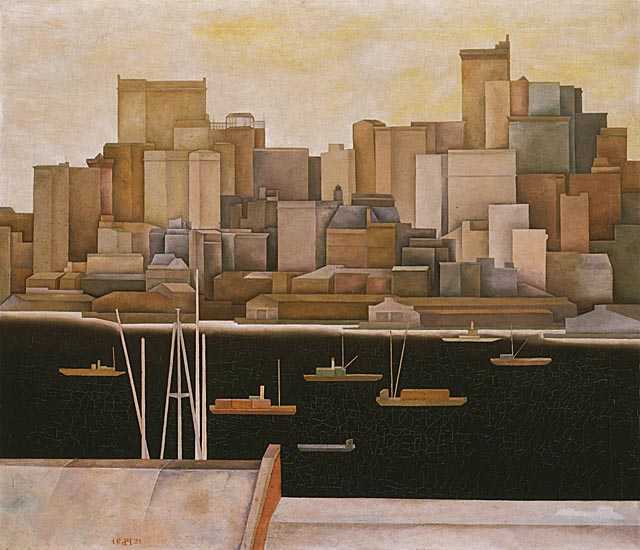
New York, Lower Manhattan, 1920 oder 1921
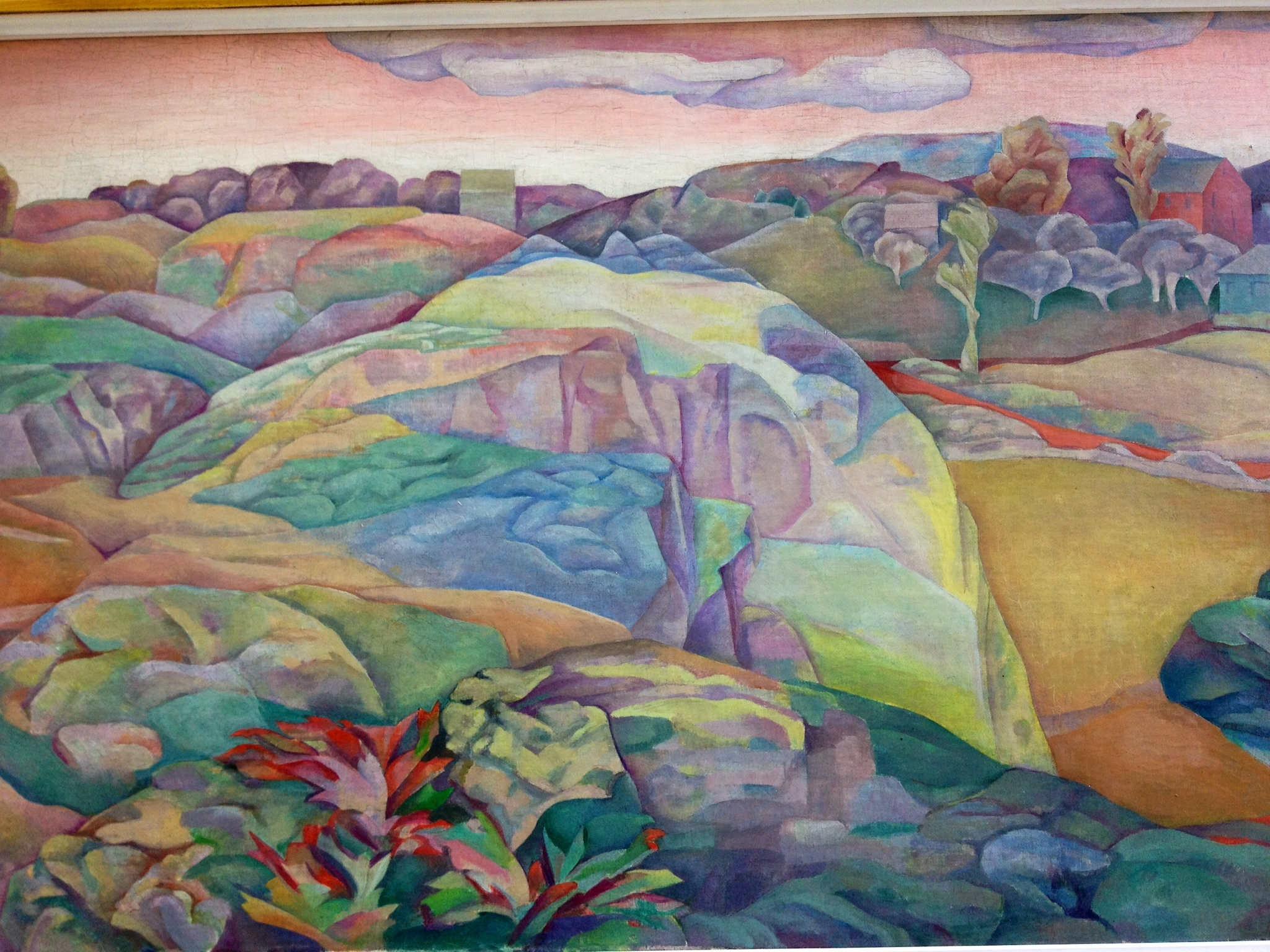
Pastoral Scene, New England, 1926
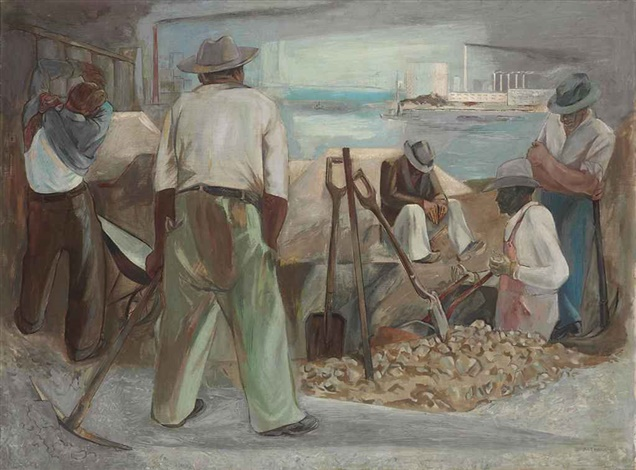
Construction of Roosevelt Highway, um 1930

Hirsch reüssierte auch als Zeichner, als Druckgrafiker sowie mit Wandmalereien. Er schloss sich der Mural Painters Society an und stellte 1935 sein erstes Wandgemälde – Titel: Dispatcher – in den Grand Central Galleries vor. Von 1934 bis 1937 schuf er mehrere Wandgemälde im Auditorium des Lenox Hill Neighborhood House, einer gemeinnützigen Organisation für Menschen in Not an der New Yorker East Side. 1938 entstand das Auftragswerk Justitia als Beschützerin und Rächerin (Justice as Protector and Avenger), ein Wandgemälde im Justizgebäude von Aiken SC. Das Kunstwerk wurde von der Bevölkerung der Kleinstadt weitgehend abgelehnt, denn Justitia war eine Mulattin, bloßfüßig. Der Vorschlag, ihre Hautfarbe aufzuhellen, wurde nicht umgesetzt. Justitia blieb deshalb jahrzehntelang verhüllt.
Fünf Jahre später erhielt er vom US-Finanzministerium den Auftrag für ein Wandgemälde im Postamt von Booneville, Mississippi. Diesmal gab es Uneinigkeit zwischen dem Auftraggeber und dem Maler, der eine Szene aus dem Bürgerkrieg zeigen wollte, die in der Nähe von Booneville stattgefunden hat. Nachdem das Sujet abgelehnt worden war, malte er eine Szene aus dem Weltkrieg – Familienmitgliedern an der Heimatfront und im Ausland stationierte Soldaten schreiben und lesen Briefe.

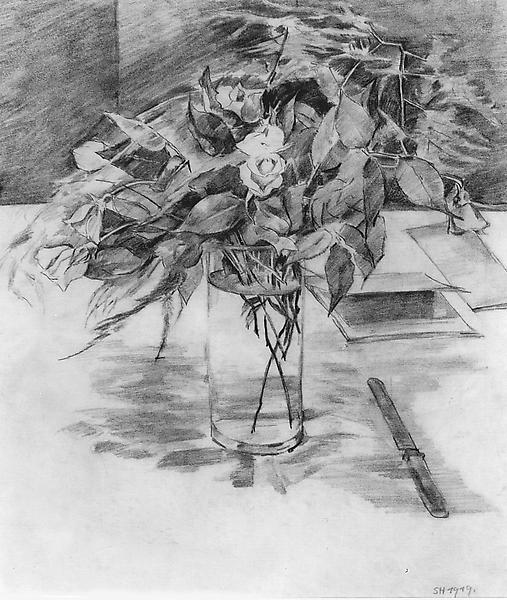
Roses in a Vase Graphitzeichnung, 1919
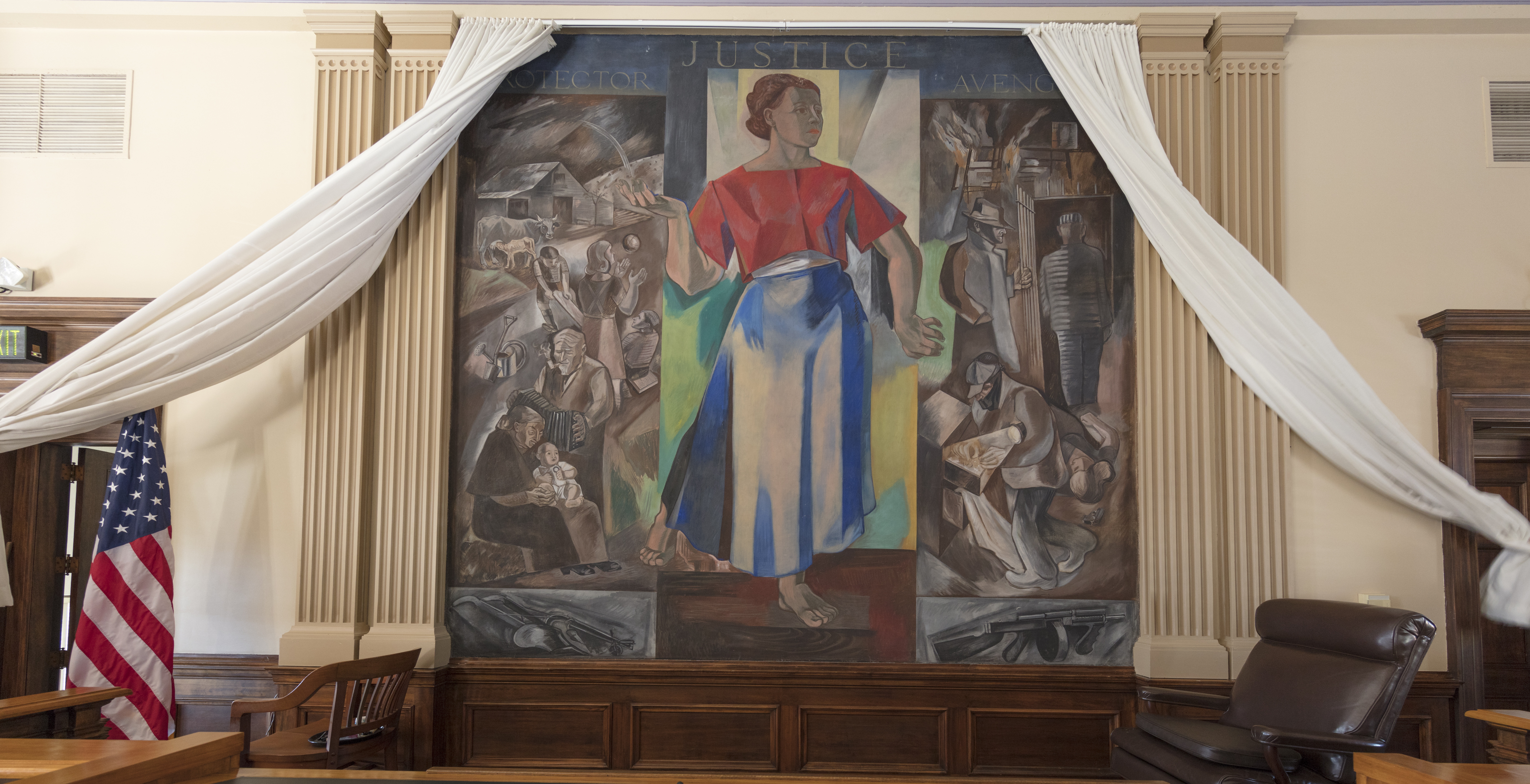
Justice as Protector and Avenger, Wandgemälde, 1938
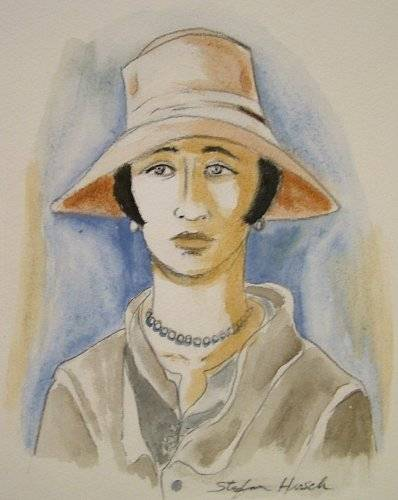
Woman Portrait, Wasserfarben, 1940

Sechs seiner Arbeiten, überwiegend aus den 1930er Jahren, befinden sich in den Sammlungen des Whitney Museums of American Art. Auch das Brooklyn Museum und das Metropolitan Museum of Art, das Bard College (Annandale-on-Hudson) und das Vassar College (Poughkeepsie), alle im Bundesstaat New York gelegen, besitzen Werke des Künstlers, weiters das Newark Museum of Art in New Jersey, die Corcoran Gallery of Art  in Washington, D.C., das Columbus Museum of Art in Georgia, das Dallas Museum of Art in Texas, das Dartmouth College  in New Hampshire sowie das Worcester Art Museum in Massachusetts. Die Bestände sind höchst unterschiedlich, beispielsweise besitzt die National Gallery of Art in Washington, D.C. elf Drucke, einen Holzschnitt und zehn Lithographien, alle in Schwarzweiß. Hingegen kaufte die Phillips Collection in Washington, D.C., bereits 1925 drei bedeutende Gemälde im Stil des Präzisionismus – das oben abgebildete Lower Manhattan (1921), Farmyard (1923) und Mill Town (1925).

## Ausstellungen (Auswahl)
Einzelausstellungen
- 1927 Bourgeois Gallery, New York
- 1932 Downtown Gallery, New York
- 1941 Associated American Artists Galleries, New York
- 1977 Retrospective, Bard College, Annandale-on-Hudson, New York
- 2015 Precisely Not, Works from the Stefan Hirsch and Elsa Rogo Collection, Bard College, Annandale-on-Hudson, New York

Gruppenausstellungen
- 1930 Museum of Modern Art, New York
- 1931 Dwight Art Memorial, Mount Holyoke College, Mount Holyoke, Mass.
- 1932 G.R.D. Gallery, New York
- 1932 Painters' and Sculptors' Guild, New School for Social Research, New York
- 1934 Downtown Gallery, New York, Field Foundation Painting and Sculpture
- 1935 Gallery of Living Artists, Brooklyn Museum
- 1937 Grand Central Galleries, New York, Mural Painters Society
- 1941 Whitney Museum of American Art, New York
- 1942 André Seligman, New York
- 1951 Woodstock Art Gallery, Woodstock, New York